# Siergiej Szyrobokow
Siergiej Władimirowicz Szyrobokow (ros. Сергей Владимирович Широбоков; ur. 11 lutego 1999 w Małoj Icie w Udmurcji) – rosyjski lekkoatleta, chodziarz. Od 2017 reprezentuje autoryzowanych lekkoatletów neutralnych (Authorised Neutral Athletes), z powodu zawieszenia Rosji za aferę dopingową.
Urodził się w wiosce Małaja Ita w rejonie szarkańskim w Udmurcji. Ma starszą siostrę. Chód zaczął trenować w wieku 14 lat. Niedługo potem zaczął uczęszczać do technikum w Iżewsku, gdzie został zauważony przez Jekatierinę Jeżową, która została jego trenerką.
W 2015 został złotym medalistą mistrzostw świata juniorów młodszych w chodzie na 10 000 m z czasem 42:24,41. W 2017 został mistrzem Europy juniorów w chodzie na 10 000 m z czasem 43:21,29 oraz wicemistrzem świata w chodzie na 20 km z czasem 1:18:55.
Mistrz Rosji w chodzie na 20 km z 2016, 2017 i 2018 roku.

## Rekordy życiowe
- chód na 20 kilometrów – 1:18:25 (Soczi, 18 lutego 2017)[12]